# Zajednica svetog Ivana
Zajednica svetog Ivana (apostola i evanđelista) redovnička je zajednica osnovana 1975. godine u Fribourgu u Švicarskoj. Osnovao ju je dominikanac p. Marie-Dominiqe Philippe, profesor filozofije na sveučilištu u tom švicarskom gradu. Osamdesetih godina 20. stoljeća zajednica seli u Francusku i danas joj je kuća matica u Rimontu u Burgundiji. 

## Braća svetog Ivana
Danas zajednica braće svetog Ivana broji oko 550 braće koji žive u šezdesetak samostana u raznim dijelovima svijeta. Nakon prvih samostana u Francuskoj, počinju ih u svoje biskupije pozivati i biskupi iz drugih zemalja, pa se tako zajednica proširila po cijelom svijetu.
Duhovnost, molitva i dnevni red zajednice obilježeni su kontemplativnom monaškom tradicijom, no braća su aktivna apostolska zajednica. Ono što karakterizira njihov život i život njihovih samostana je svakodnevna zajednička molitva časoslova, molitva u tišini, zajedničko euharistijsko klanjanje u šutnji i slavlje Svete Mise. Za vrijeme ručka i večere jedan od braće čita iz Svetog pisma ili neke duhovne knjige, dok ostala braća i prisutni gosti blaguju u šutnji. 
Braća se posvećuju različitim vrstama apostolata koje Crkva preko pojedinih biskupa od njih traži. Tako negdje upravljaju župama, negdje ne, no i na župama uvijek žive više njih u zajednici, nikada pojedinačno. Negdje braća predaju na fakultetima, vode duhovne obnove i duhovne vježbe, pastoral mladih, pastoral obitelji. No, u svim svojim samostanima uvijek imaju vrata otvorena za sve koji žele sudjelovati u njihovoj zajedničkoj molitvi, ili se na neko vrijeme povući u šutnju. 
U skladu s monaškom tradicijom, braća osobito njeguju duh gostoljubivosti. Zato uz samostane redovito imaju kuću za goste u koju tijekom cijele godine primaju razne grupe na duhovne programe, seminare, duhovne vježbe, susrete. Također tijekom cijele godine primaju pojedinačne goste koji žele doći i nekoliko dana provesti u šutnji i molitvi, sudjelujući u dnevnom redu zajednice.
Habit braće je sive boje, a sastoji se od duge haljine te velikog škapulara s kapuljačom. Oko pojasa nose kožni remen s velikom drvenom krunicom.

## Primanje gostiju na iskustvo molitve
Prema drevnoj monaškoj tradiciji, braća osobito njeguju duh gostoljubivosti. Zato uz samostane redovito imaju kuću za goste ili je barem jedan dio samostana sa sobama za goste. Svatko, bio muškarac ili žena, mlad ili star, u braku ili ne – svatko može doći i provesti nekoliko dana u šutnji i zajedničkoj molitvi s braćom. Potrebno je samo nazvati najbliži njihov samostan i dogovoriti kada se može doći, tj. kada je slobodna neka od soba za goste. 
Ako gosti žele, braća su spremna pružiti im duhovnu pratnju, duhovne razgovore ili sakrament ispovijedi tijekom njihova boravka u samostanu. No, ako gost želi samo provesti nekoliko dana u tišini i molitvi, braća to poštuju i nitko ne ometa goste u njihovoj šutnji. Gostima je uvijek na usluzi brat zadužen za goste kojega mogu kontaktirati i s njime razgovarati. 
Kroz iskustvo tišine i molitve u jednom ovakvom samostanu, kroz sudjelovanje u molitvama redovničke zajednice, tiho klanjanje, ali i kroz zajedničko blagovanje u samostanskoj blagovaonici, mnogim je samostanskim gostima posredovano nesvakidašnje iskustvo susreta s Bogom. 

## Kontemplativne sestre svetog Ivana
Kontemplativne sestre ove zajednice osnovane su 1982. godine u Francuskoj. Do danas im je broj redovnica narastao na oko 300 sestara, a žive u tridesetak samostana diljem svijeta. Žive u manjim zajednicama koje su već raširene po cijelom svijetu, uglavnom u mjestima u kojima i braća svetog Ivana imaju svoje samostane, ili blizu njih. Imaju puno zvanja pa gotovo svake godine otvore po neki novi samostan. 
Duhovnost, dnevni red kao i habit sestara također imaju monaška obilježja. Njihov dnevni red također je ispunjen zajedničkom molitvom časoslova, osobnom molitvom i svakodnevnim klanjanjem pred izloženim Presvetim u samostanskoj kapeli. Kapele sestara uvijek su otvorene za sve koji žele sudjelovati u njihovoj molitvi. Kao i braća njeguju duh gostoljubivosti i primaju na nekoliko dana ljude koji se žele povući u tišinu i sudjelovati u njihovom dnevnom redu.

## Apostolske sestre svetog Ivana
Aktivne sestre zajednice svetog Ivana osnovane su 1984. godine u Francuskoj. Do danas ih ima oko 200 sestara, a također su prisutne u raznim zemljama diljem svijeta. Njeguju duhovnost zajednice svetog Ivana, no na jedan više aktivan i apostolski način.

## Vanjske poveznice
- Službene stranice zajednice (engl.) (fr.)
- Samostan Marchegg u Austriji (njem.)
- O zajednici na hrvatskom (hrv.)